# اچ‌ام‌اس رجنت (ان۴۱)
اچ‌ام‌اس رجنت (ان۴۱) (به انگلیسی: HMS Regent (N41)) یک زیردریایی بود که طول آن ۲۸۷ فوت (۸۷ متر) بود. این زیردریایی در سال ۱۹۳۰ ساخته شد.